# Mike Parkes

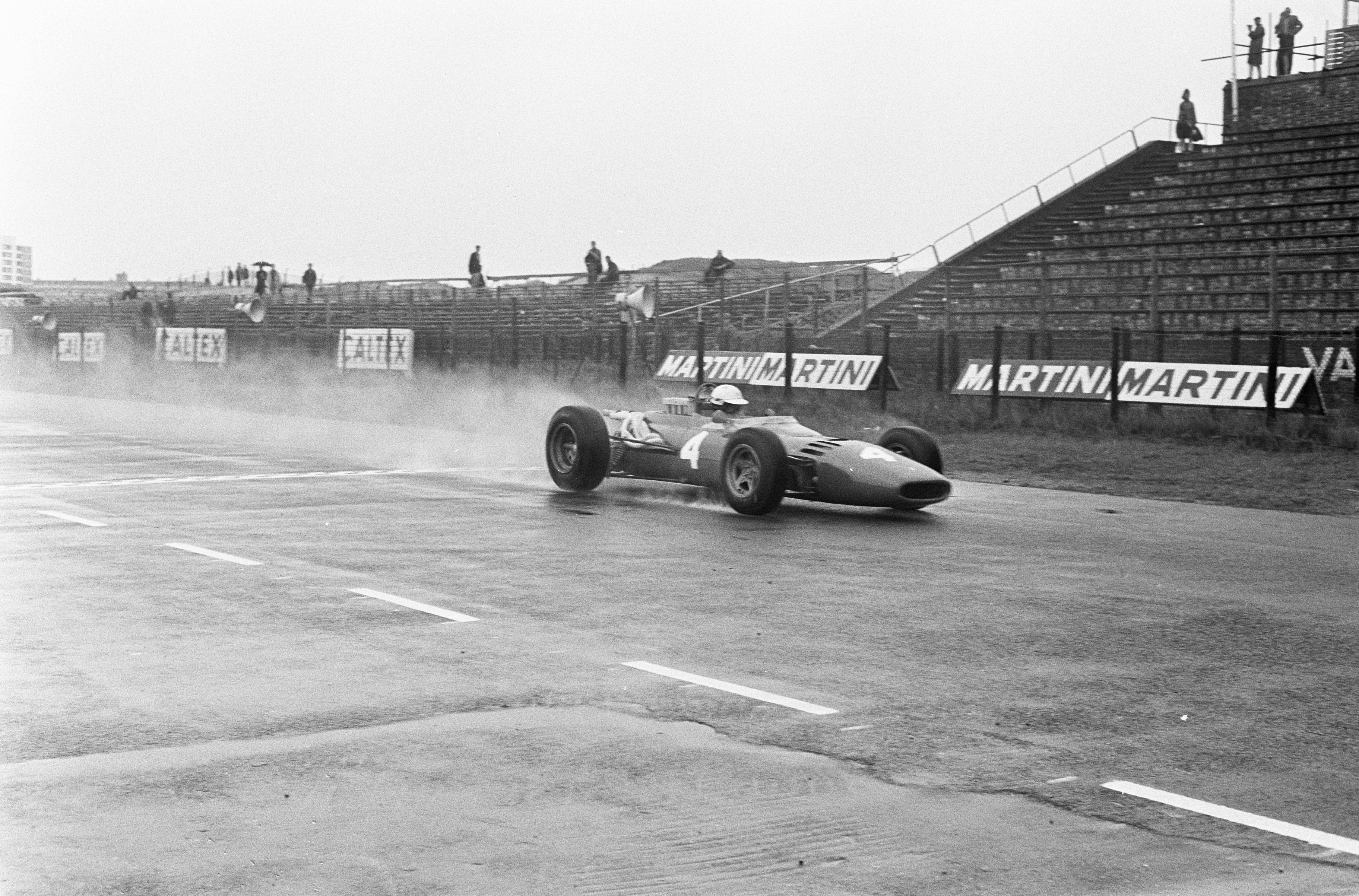
Parkes en el Gran Premio de los Países Bajos de 1966

Michael Johnson Parkes (Richmond, Gran Londres, 24 de septiembre de 1931-Riva presso Chieri, 28 de agosto de 1977), más conocido como Mike Parkes, fue un piloto de automovilismo británico. En Fórmula 1 disputó siete Grandes Premios, sumando un total de dos podios, una vuelta rápida y 14 puntos.

## Resultados

### Fórmula 1
(Clave) (negrita indica pole position) (cursiva indica vuelta rápida)

| Año     | Escudería        | 1   | 2   | 3     | 4       | 5       | 6       | 7     | 8   | 9   | 10  | 11  | Pos. | Puntos |
| ------- | ---------------- | --- | --- | ----- | ------- | ------- | ------- | ----- | --- | --- | --- | --- | ---- | ------ |
| 1959    | David Fry        | MON | 500 | NED   | FRA     | GBR DNQ | GER     | POR   | ITA | USA |     |     | NC   | 0      |
| 1966    | Scuderia Ferrari | MON | BEL | FRA 2 | GBR DNP | NED Ret | GER Ret | ITA 2 | USA | MEX |     |     | 8.º  | 12     |
| 1967    | Scuderia Ferrari | RSA | MON | NED 5 | BEL Ret | FRA     | GBR     | GER   | CAN | ITA | USA | MEX | 16.º | 2      |
| Fuente: |                  |     |     |       |         |         |         |       |     |     |     |     |      |        |